# Сагден (Оклахома)
Сагден (англ. Sugden) — місто (англ. town) в США, в окрузі Джефферсон штату Оклахома. Населення — 22 особи (2020).

## Географія
Сагден розташований за координатами 34°4′57″ пн. ш. 97°58′44″ зх. д. / 34.08250° пн. ш. 97.97889° зх. д. (34.082484, -97.978818).  За даними Бюро перепису населення США в 2010 році місто мало площу 0,56 км², уся площа — суходіл.

## Демографія
Згідно з переписом 2010 року, у місті мешкали 43 особи в 16 домогосподарствах у складі 12 родин. Густота населення становила 77 осіб/км².  Було 21 помешкання (37/км²).
Расовий склад населення:
| - 74,4 % — білих - 25,6 % — корінних американців |

До двох чи більше рас належало 0,0 %. Частка іспаномовних становила 0,0 % від усіх жителів.
За віковим діапазоном населення розподілялося таким чином: 25,6 % — особи молодші 18 років, 55,8 % — особи у віці 18—64 років, 18,6 % — особи у віці 65 років та старші. Медіана віку мешканця становила 46,8 року. На 100 осіб жіночої статі у місті припадало 126,3 чоловіків;  на 100 жінок у віці від 18 років та старших — 146,2 чоловіків також старших 18 років.
Медіана доходів становила 41 250 доларів для чоловіків та 16 750 доларів для жінок. За межею бідності перебувало 26,3 % осіб, у тому числі 0,0 % дітей у віці до 18 років та 25,0 % осіб у віці 65 років та старших.
Цивільне працевлаштоване населення становило 15 осіб. Основні галузі зайнятості: роздрібна торгівля — 46,7 %, публічна адміністрація — 26,7 %, сільське господарство, лісництво, риболовля — 20,0 %.